# Sekaninaiet
Het mineraal sekaninaiet is een ijzer-magnesium-aluminium-silicaat met de chemische formule (Fe2+,Mg)2Al4Si5O18. Het mineraal behoort tot de cyclosilicaten.

## Eigenschappen
Het doorzichtig tot doorschijnend blauwe, paarsblauwe, paarse of grijsblauwe sekaninaiet heeft een glasglans, een witte streepkleur en de splijting is goed volgens het kristalvlak [100]. De gemiddelde dichtheid is 2,77 en de hardheid is 7,5. Het kristalstelsel is orthorombisch en het mineraal is niet radioactief.

## Naamgeving
Het mineraal sekaninaiet is genoemd naar de Tsjechische mineraloog Josef Sekanina (1901 - 1986).

## Voorkomen
Sekaninaiet is een mineraal dat voorkomt in pegmatitische gesteenten. De typelocatie is gelegen in Kolni Bory, Tsjechië.